# Цементний клінкер

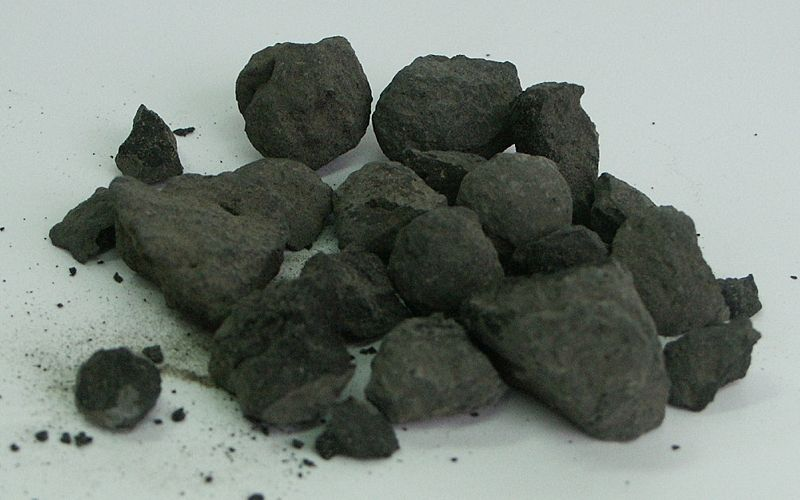
Цементний клінкер

Клі́нкер (в цементній промисловості) або цеме́нтний клі́нкер — спечена суміш вапняку та глини (або шлаку); напівфабрикат, що використовується при виробництві цементу.
За ДСТУ Б В.2.7-112-2002:
Цементний клінкер — продукт, який одержують шляхом випалювання до спікання або плавлення сировинної суміші належного складу і який містить, головним чином, силікати та/або алюмінат кальцію.

## Виробництво цементу

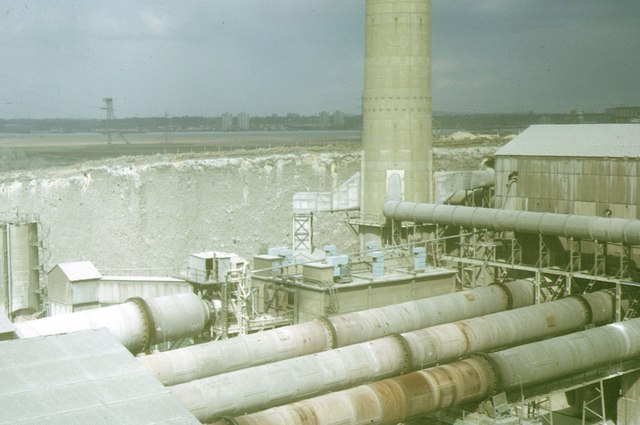
Обертові печі для випалювання цементного клінкеру

При нагріванні вапна і глини або інших матеріалів подібного складу та достатньої активності до температури 1450°С відбувається часткове плавлення й утворюються гранули клінкеру. Для отримання цементу клінкер перемішують із додаванням декількох відсотків гіпсу та тонко перемелюють. Гіпс має властивість впливати на швидкість тужавлення, його можна частково замінювати іншими формами сульфату кальцію. Деякі технічні умови дозволяють додавати інші матеріалі при перемелюванні. Типовий клінкер має приблизний склад 67% СаО, 22% SiO2, 5% Al2О3, 3% Fe2O3 та 3% інших компонентів.
Розрізняють:
- Портландцементний клінкер — клінкер, який складається переважно з високоосновних силікатів кальцію і містить певну кількість алюмінатів і алюмоферитів кальцію.
- Глиноземний (високоглиноземний) клінкер — клінкер, який складається переважно з низькоосновних алюмінатів кальцію.
- Клінкер нормованого складу — клінкер, до мінералогічного складу якого нормативними документами установлені певні вимоги.

## Головні фази клінкеру

### Аліт
Є найважливішою складовою усіх звичайних цементних клінкерів; вміст його становить 50…70%. Це трикальцієвий силікат, 3CaOSiO2, склад і структура якого модифіковані за рахунок розташування у ґратці чужорідних іонів, особливо Mg2+, Al3+ та Fe3+. Аліт відносно швидко реагує з водою і в звичайних цементах з усіх фаз відіграє найважливішу роль у розвитку міцності; для 28-добової міцності внесок цієї фази є особливо важливим.

### Беліт
Вміст беліту для нормальних цементних клінкерах становить 15…30%. Це двокальцієвий силікат 2CaOSiO2, модифікований уведенням в структуру чужорідних іонів і зазвичай повністю або у більшій мірі присутній у вигляді β-модифікації. Беліт повільно реагує з водою, а отже мало впливаючи на міцність протягом перших 28 діб, але суттєво збільшує міцність у наступні терміни. Через рік міцності чистого аліту і чистого беліту за однакових умов є приблизно однаковими.

### Алюмінатна фаза
Вміст алюмінатної фази становить 5…10% для більшості нормальних цементних клінкерів. Це трикальцієвий алюмінат 3CaOAl2O3, суттєво змінений за складом, а іноді і за структурою, за рахунок чужорідних іонів, особливо Si4+, Fe3+, Na+ та К+. Алюмінатна фаза швидко реагує з водою і може викликати небажано швидке тужавлення, якщо не додано контролюючий тужавлення реагент (зазвичай гіпс).

### Феритна фаза
Феритна фаза (CaAlFe) становить 5…15% традиційного цементного клінкеру. Це — чотирикальцієвий алюмоферит 4CaOAl2O3Fe2O3, склад якого значно змінюється при зміні співвідношення Al/Fe та розташуванні у структурі чужорідних іонів. Швидкість, з якою феритна фаза реагує з водою, може дещо змінюватись через різниці у складі чи інших характеристиках, але, переважно, вона є високою у початковий період і проміжною між швидкостями для аліту і беліту у пізніші терміни.
У клінкері зазвичай присутні у невеликих кількостях й декілька інших фаз, таких як лужні сульфати та оксид кальцію.